# Paranqūr
Paranqūr (persiska: پرنقور, پَرَنغُّر, پِرَنقور, بَرَنقور) är en ort i Iran.   Den ligger i provinsen Zanjan, i den nordvästra delen av landet, 240 km väster om huvudstaden Teheran. Paranqūr ligger 1 573 meter över havet och antalet invånare är 160.
Terrängen runt Paranqūr är kuperad åt sydväst, men åt nordost är den bergig. Paranqūr ligger nere i en dal. Runt Paranqūr är det ganska tätbefolkat, med 72 invånare per kvadratkilometer. Närmaste större samhälle är Āltīn Kosh, 18,9 km nordost om Paranqūr. Trakten runt Paranqūr består i huvudsak av gräsmarker.